# Kottesniglar
Kottesniglar (Dotidae, Dotoidae) är en familj av snäckor. Kottesniglar ingår i ordningen nakensnäckor, klassen snäckor, fylumet blötdjur och riket djur.
Familjen innehåller bara släktet Doto.
Dotidae ingår i ordningen nakensnäckor, klassen snäckor, fylumet blötdjur och riket djur. Enligt Catalogue of Life omfattar familjen Dotidae 32 arter.
Kladogram enligt Catalogue of Life:
| Dotoidae | \| \| Doto \| \| \| \| \| \| Miesea \| \| \| \| |
|          | \| \| Doto \| \| \| \| \| \| Miesea \| \| \| \| |
|          | Doto                                            |
|          |                                                 |
|          | Miesea                                          |
|          |                                                 |